# 道教人物の一覧
以下は、中国道教の歴史上の著名な人物の一覧表である。なお、これらの人々は歴史上、実在した人物である。道教の信仰上の「神仙」（神様）については「道教の神仙」の項目を参照してください。

## 古代
- 老子 - 紀元前約600年
- 列禦寇 - 紀元前約400年
- 張陵
- 魏伯陽
- 于吉
- 左慈
- 宮崇
- 張角
- 葛洪
- 魏華存
- 許遜
- 寇謙之
- 陸修静
- 陶弘景
- 孫思邈
- 司馬承禎
- 呂洞賓
- 陳摶
- 曾慥
- 施肩吾
- 王文卿
- 張伯端
- 王重陽
- 全真七子
  - 馬鈺
  - 譚処端
  - 劉処玄
  - 丘処機
  - 王処一
  - 郝大通
  - 孫不二
- 白玉蟾
- 張三丰
- 伍守陽
- 柳華陽
- 黄初平
- 林黙
- 冷謙
- 陸西星
- 劉一明
- 李淳風
- 朱思本
- 袁天罡

## 近代
- 劉培中
- 陳攖寧
- 易心瑩
- 閔智亭
- 傅圓天
- 張源先
- 黄史
- 燕玄乙

## 参照
- 道教歴代龍虎山天師列表